# Heli (köpinghuvudort i Kina, Heilongjiang Sheng, lat 47,06, long 130,28)
Heli (kinesiska: 鹤立, 鹤立镇) är en köpinghuvudort i Kina. Den ligger i provinsen Heilongjiang, i den nordöstra delen av landet, omkring 310 kilometer nordost om provinshuvudstaden Harbin. Antalet invånare är 21 197. Befolkningen består av 10 407 kvinnor och 10 790 män. Barn under 15 år utgör 11,0 %, vuxna 15-64 år 79 %, och äldre över 65 år 9,0 %.
Runt Heli är det ganska glesbefolkat, med 48 invånare per kvadratkilometer. Heli är det största samhället i trakten. Trakten runt Heli består till största delen av jordbruksmark.
Genomsnittlig årsnederbörd är 907 millimeter. Den regnigaste månaden är juli, med i genomsnitt 212 mm nederbörd, och den torraste är januari, med 11 mm nederbörd.